# Cidlina (řeka)
Cidlina (německy Zidlina) je řeka v severovýchodních Čechách, převážně v Královéhradeckém kraji. Její celková délka činí 87,3 km. Plocha povodí měří 1167,0 km².

## Průběh toku
Pramení na západních svazích vrchu Tábor (678 m n. m.), poblíž Lomnice nad Popelkou na okraji místní části Košov v nadmořské výšce okolo 565 m. Pod Jičínem středně až silně znečištěná. Velká rozkolísanost průtoků v průběhu roku. V nadmořské výšce 187 m u Libice nad Cidlinou se vlévá zprava do Labe. U soutoku s Labem se nalézá národní přírodní rezervace Libický luh, jež představuje největší souvislý komplex úvalového lužního lesa v Čechách (asi 500 ha), částečně narušený výstavbou dálnice D11.
Úsek toku mezi Vlhoštěm a Sloupnem je součástí přírodní památky Javorka a Cidlina – Sběř.

### Města
Řeka protéká městy: Železnice (okres Jičín), Jičín, Vysoké Veselí, Nový Bydžov a Chlumec nad Cidlinou.

### Větší přítoky

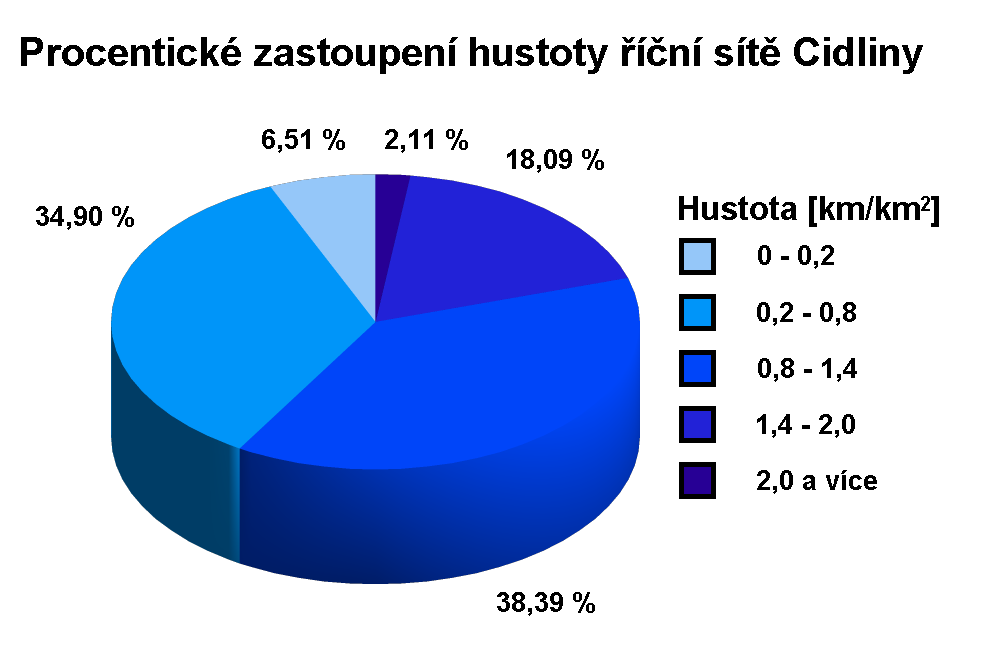
Hustota říční sítě

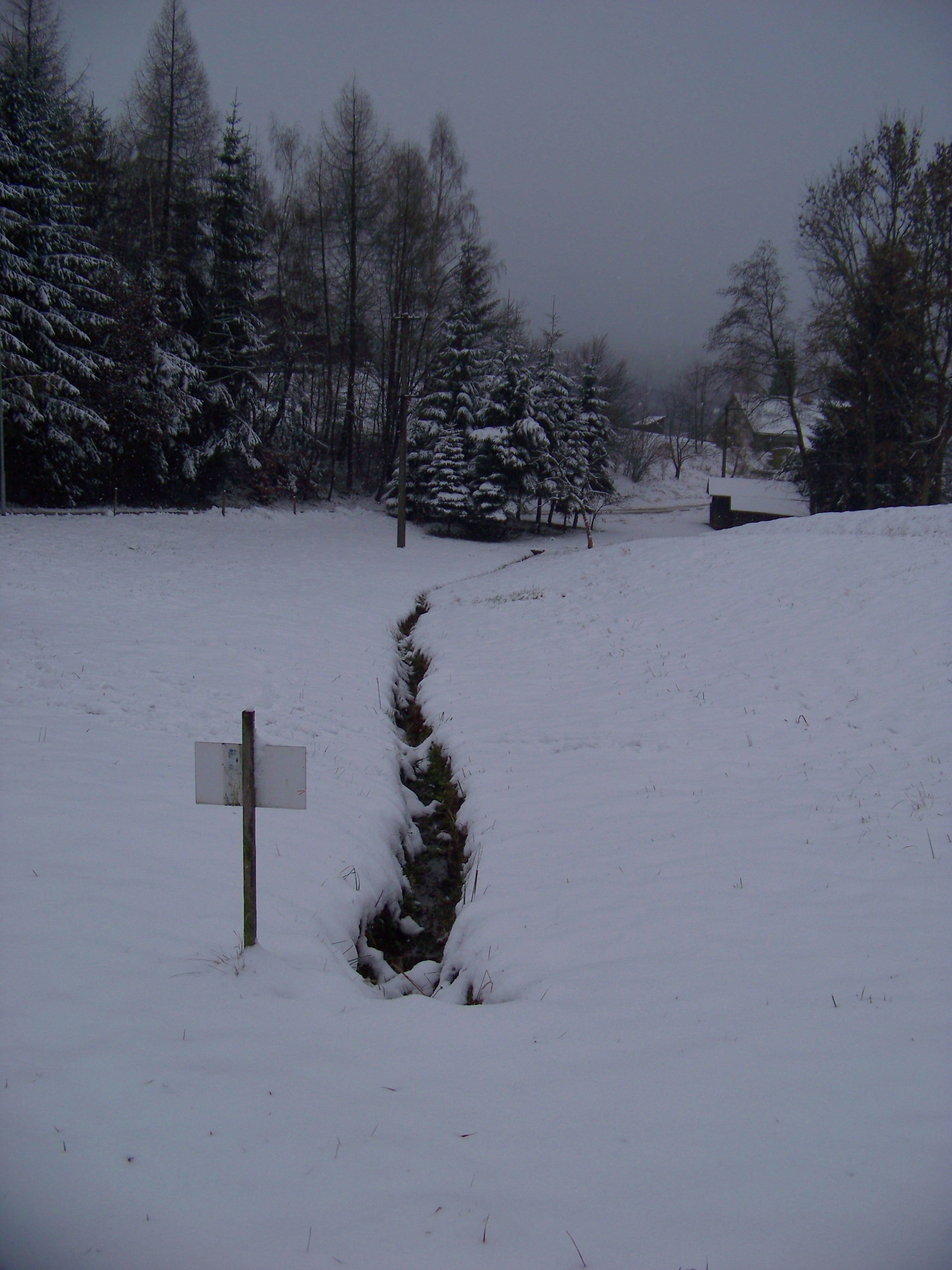
Pramen Cidliny v Košově, části města Lomnice nad Popelkou

Největším přítokem Cidliny, co se délky toku, plochy povodí a vodnosti týče, je řeka Bystřice. Druhým největším přítokem je řeka Javorka. Průměrná hustota říční sítě činí 0,95 km/km². Celkově se v povodí Cidliny nachází 985 vodních toků v délce do jednoho kilometru a 377 vodních toků v délce 1 až 10 km. Vodotečí dlouhých 10 až 20 km je v povodí celkem deset. Vodní tok, který má délku mezi 20 až 40 km, je v povodí pouze jeden. V délce 40 až 60 km není v povodí Cidliny ani jeden vodní tok. Vodní toky delší než 60 kilometrů jsou v povodí dva. Kromě samotné Cidliny je to ještě řeka Bystřice.
- Doubravický potok, zleva, ř. km 81,2[4]
- Doubravický potok, zleva, ř. km 79,7[5]
- Ploužnický potok, zleva, ř. km 79,2[5]
- Dílecký potok, zprava, ř. km 77,9[6]
- Kbelnický potok, zprava, ř. km 76,6[7]
- Holínský potok, zprava, ř. km 74,8[8]
- Valdický potok, zleva, ř. km 72,6[8]
- Porák, zprava, ř. km 71,7[9]
- Popovický potok, zleva, ř. km 69,8[9]
- Černý potok, zprava, ř. km 69,1[9]
- Úlibický potok, zleva, ř. km 66,8[10]
- Nemyčeveský potok, zprava, ř. km 59,6[11][pozn 1]
- Stříbrnice, zleva, ř. km 58,1[11]
- Žeretický potok, zprava, ř. km 56,3[12][pozn 2]
- Volanka, zprava, ř. km 54,8[12]
- Řečice, zprava, ř. km 47,4[13]
- Javorka, zleva, ř. km 44,4[4]
- Kněžovka, zleva, ř. km 42,2[14]
- Požíračka, zprava, ř. km 41,5[14]
- Králický potok, zleva, ř. km 40,2[13]
- Zábědovský potok, zprava, ř. km 37,9[11]
- Lužecký potok, zprava, ř. km 30,4[14]
- Bystřice, zleva, ř. km 29,0[13]
- Olešnický potok, zprava, ř. km 27,0[15]
- Milešovický potok, zprava, ř. km 8,6[15]

## Vodní režim

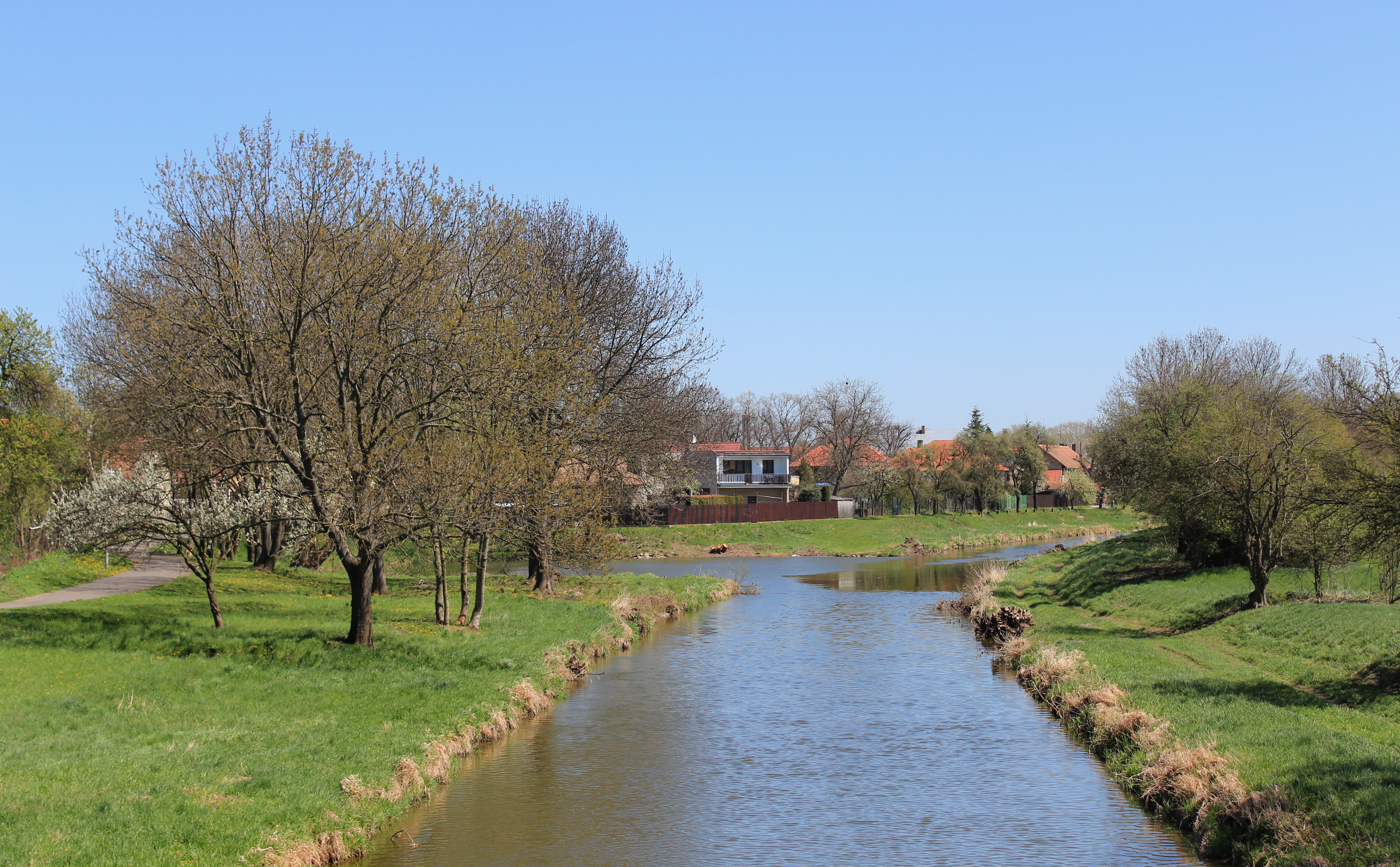
Cidlina v Opolanech

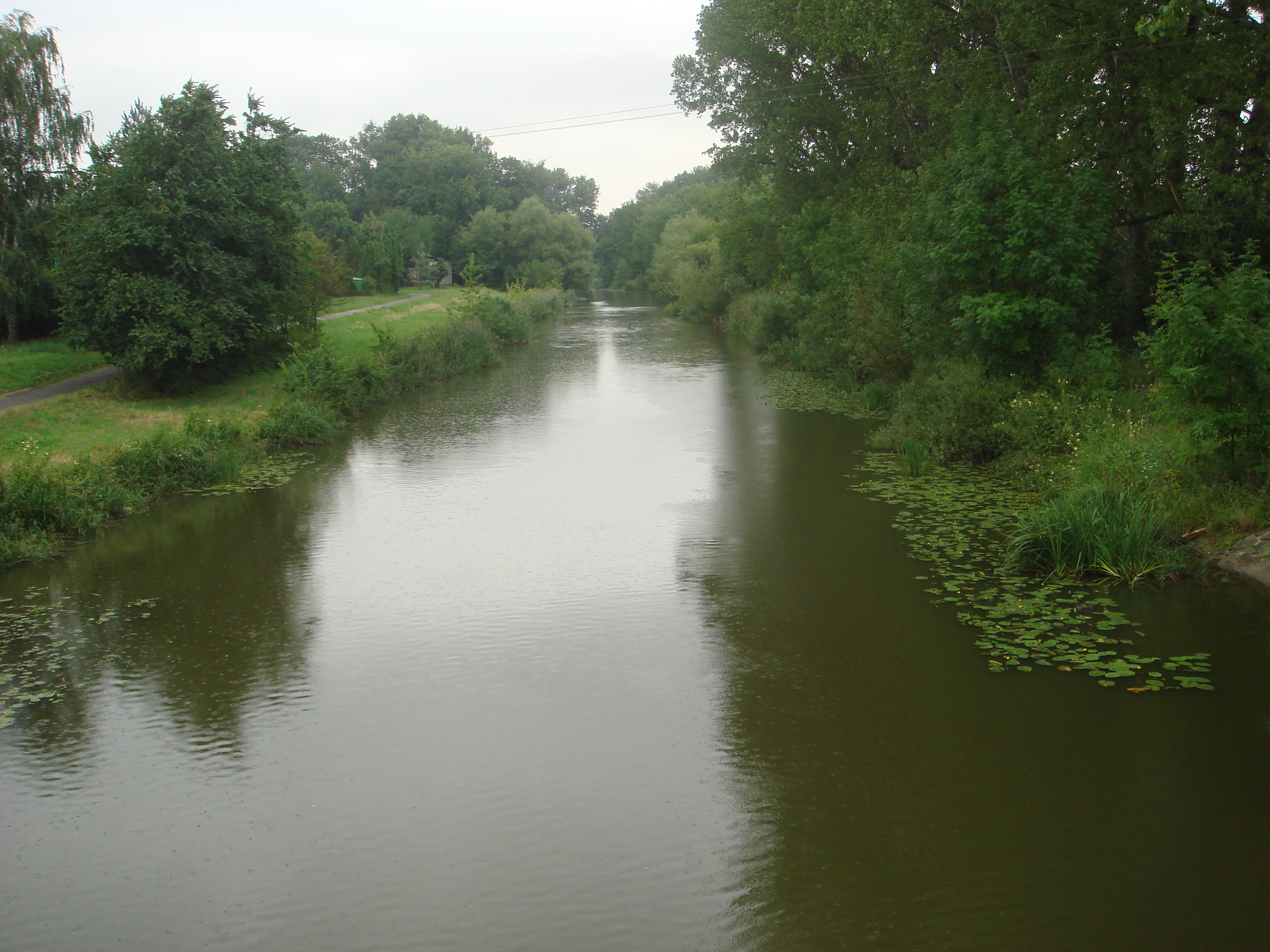
Cidlina v Libici nad Cidlinou

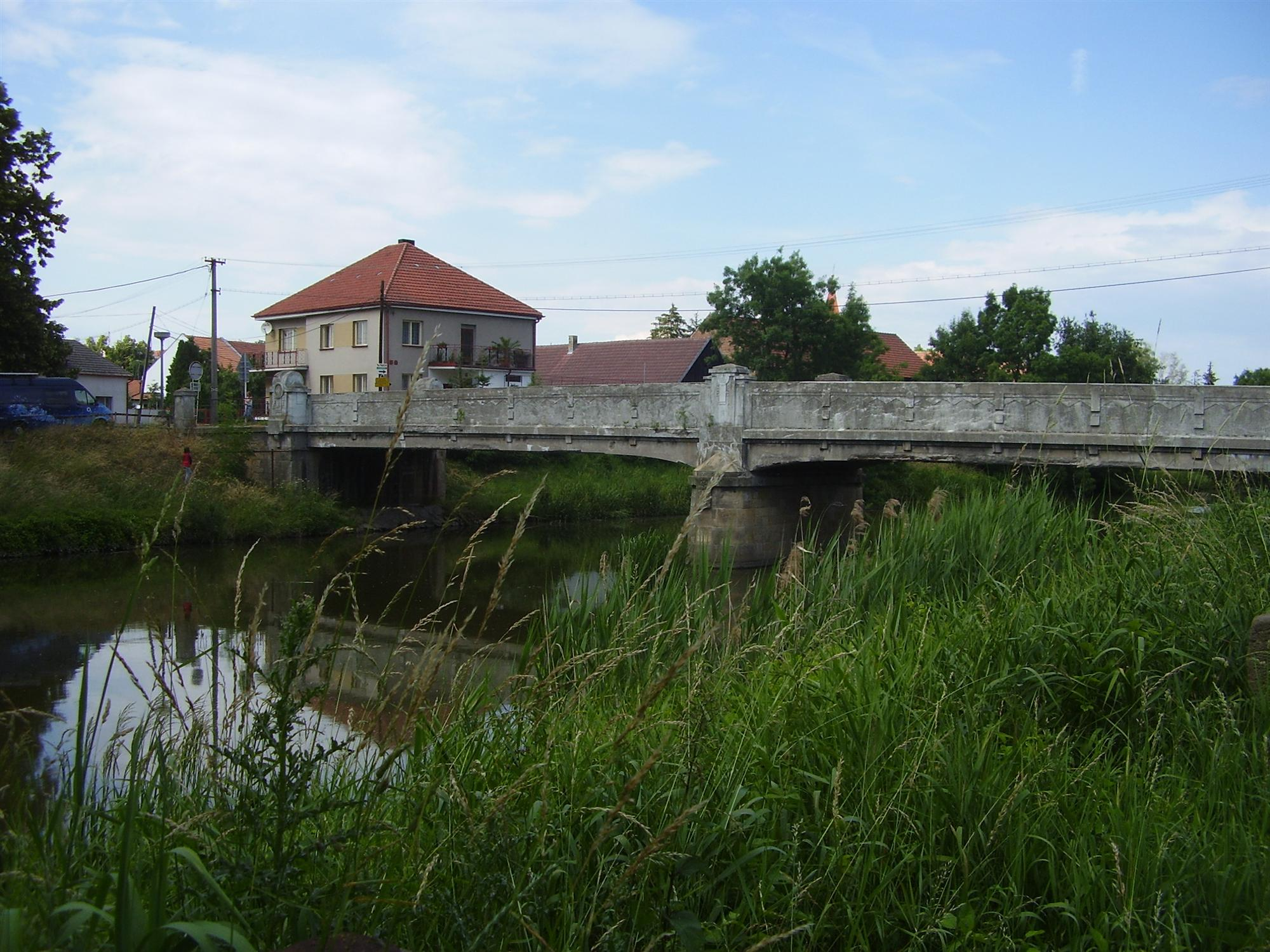
Most přes Cidlinu v Libici nad Cidlinou

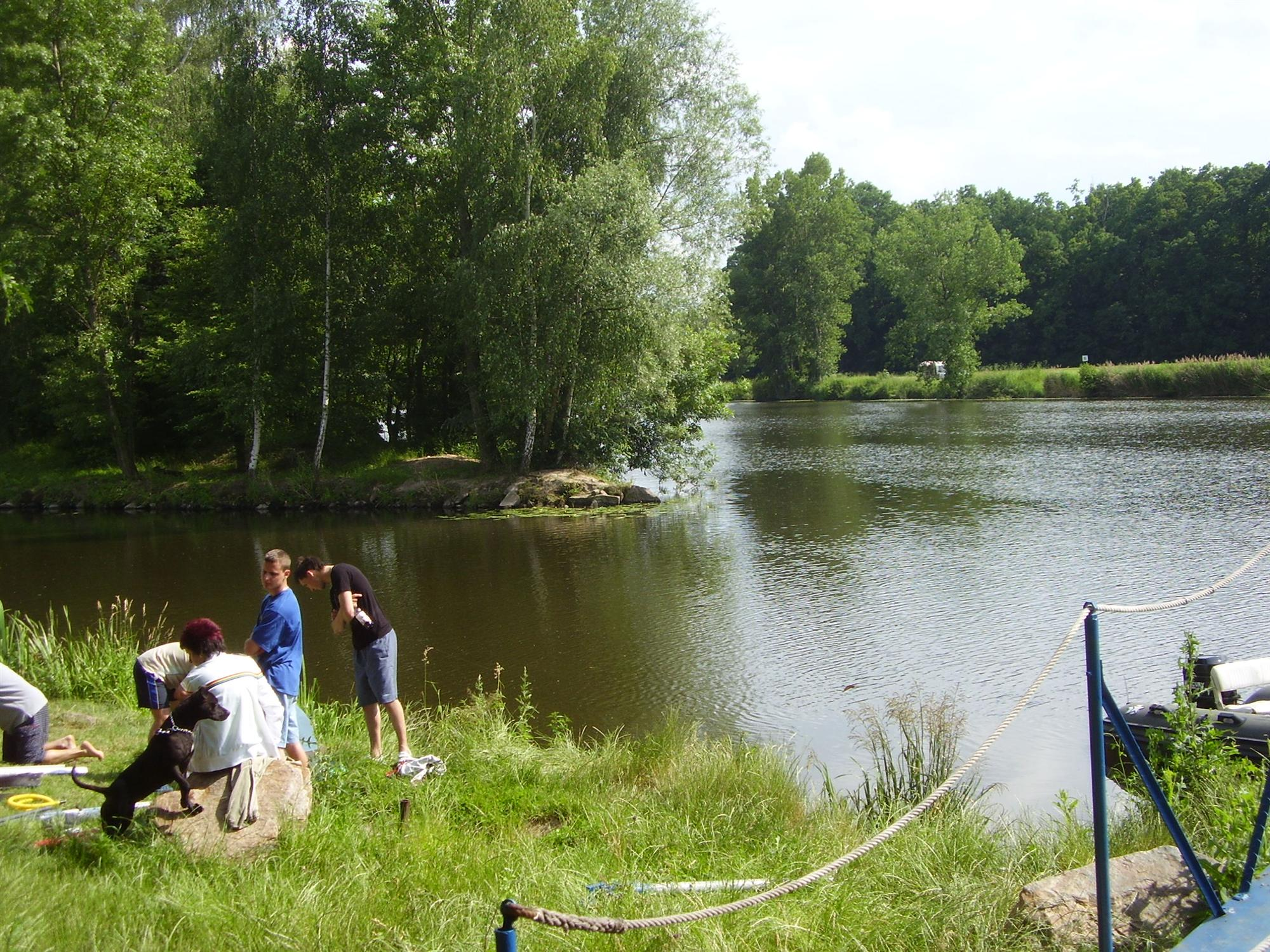
Soutok Cidliny a Labe

Průměrný průtok Cidliny v Sánech činí 5,20 m³/s.
Průměrné dlouhodobé měsíční průtoky Cidliny (m³/s) ve stanici Sány:
Průměrné měsíční průtoky Cidliny (m³/s) ve stanici Sány v roce 2014:
Hlásné profily:
| místo                | říční km | plocha povodí | průměrný průtok (Qa) | stoletá voda (Q100) |
| -------------------- | -------- | ------------- | -------------------- | ------------------- |
| Jičín                | 76,05    | 39,39 km²     | 0,33 m³/s            | 37,8 m³/s           |
| Nový Bydžov          | 41,90    | 455,92 km²    | 2,74 m³/s            | 141,0 m³/s          |
| Chlumec nad Cidlinou | 28,65    | 1025,48 km²   | 5,09 m³/s            | 207,0 m³/s          |
| Sány                 | 6,80     | 1151,01 km²   | 5,20 m³/s            | 221,0 m³/s          |

## Využití

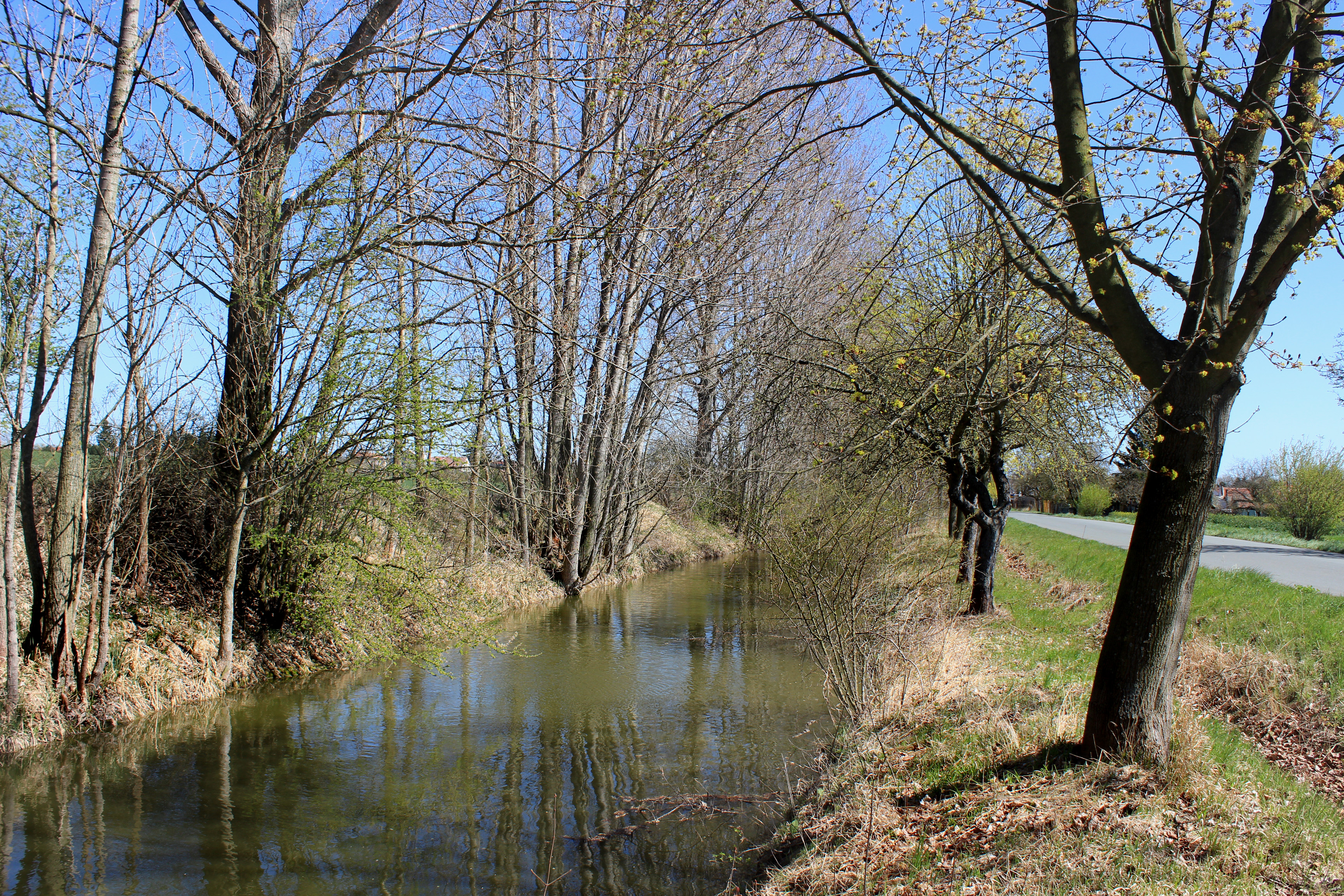
Sánský kanál spojující Cidlinu s Mrlinou

Od Jičína je tok sjízdný pro malé lodě. Řeka protéká významnou rybníkářskou oblastí – četné náhony (např. Sánský kanál spojující Cidlinu s Labem a Mrlinou). Na toku a přítocích velké množství rybníků – např. Valcha (u Železnice), Kníže (v Jičíně), Ostruženské rybníky, Dvorecký rybník, Vysokoveselský rybník, Chlumecký rybník a nejvýznamnější Žehuňský rybník vybudovaný roku 1492 Štěpánkem Netolickým.

### Mlýny
Mlýny jsou seřazeny po směru toku řeky.
- Vávrův mlýn – Cidlina, okres Jičín, kulturní památka
- Václavíkův mlýn – Žehuň čp. 2, okres Hradec Králové

## Zajímavosti
Po řece Cidlině byl pojmenován rychlík 854 a 855 z Trutnova hl.n. do Prahy hl.n. a zpět.
Jméno řeky Cidliny je také zakotveno v názvu regionu Společná Cidlina, který je tvořen dvěma svazky obcí: mikoregionem Cidlina a mikroregionem Novobydžovsko. Řeka Cidlina tvoří osu celého regionu.